# 볼타호

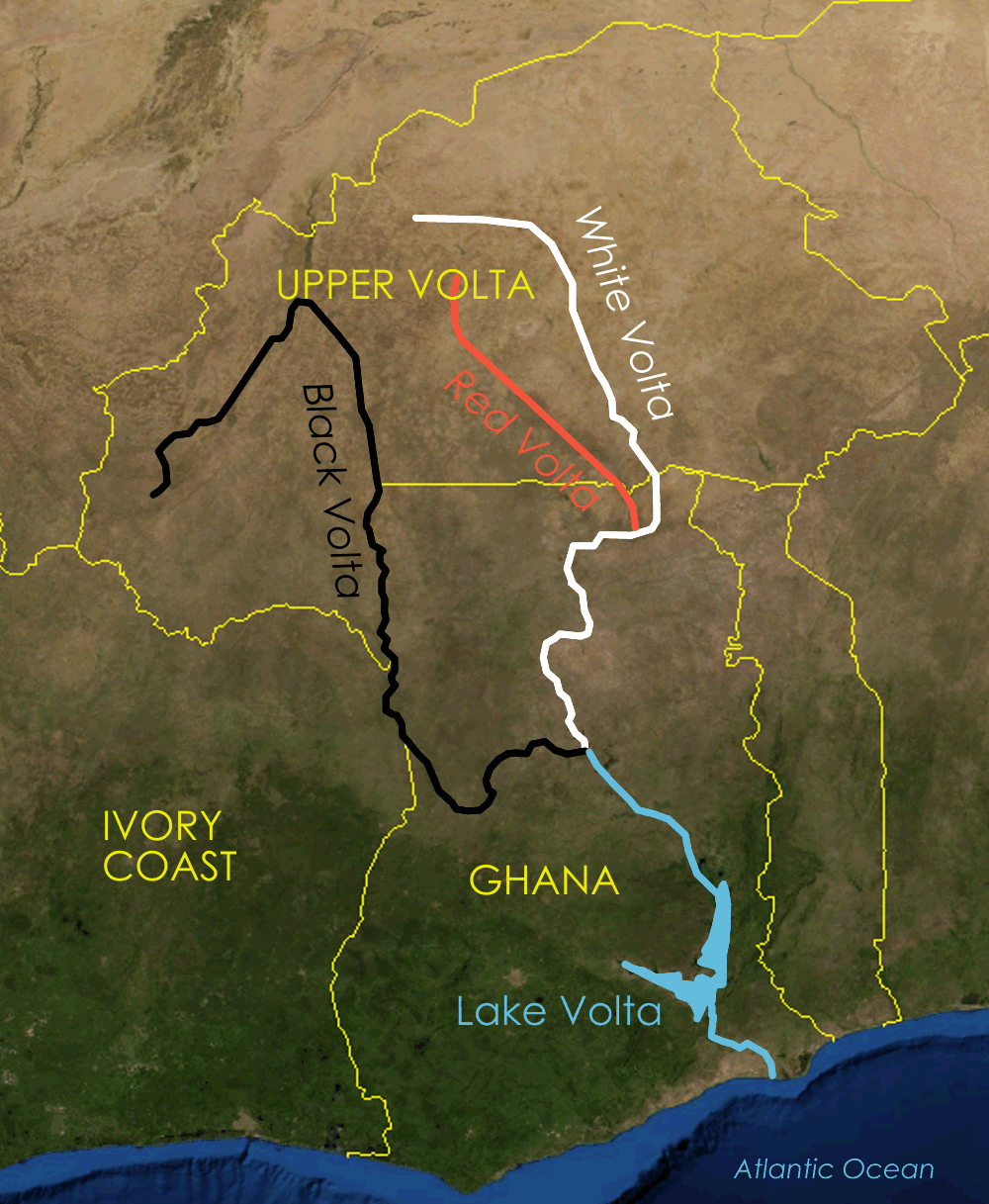
볼타호

볼타호(Lake Volta)는 가나의 호수로, 세계 최대의 저수지이다. 면적은 8,502 km2. 아코솜보 댐이 건설되면서 생겼다.